# 郑九源
郑九源（2004年4月13日—），中国男子跳水运动员，2023年世界游泳锦标赛男子1米跳板铜牌得主和混合团体金牌得主。他也曾参加2022年世界游泳锦标赛，最終獲得了第八名。